# Liste der Landesstraßen im Bezirk Hannover
Diese Liste der Landesstraßen im Bezirk Hannover ist eine Auflistung der Landesstraßen im zu Niedersachsen gehörenden ehemaligen Regierungsbezirk und heutigen statistischen Bezirk Hannover. Als Abkürzung für diese Landesstraßen dient die Abkürzung L. Die weiteren niedersächsischen Landesstraßen stehen auf den folgenden Seiten:
- Liste der Landesstraßen im Bezirk Braunschweig
- Liste der Landesstraßen im Bezirk Lüneburg
- Liste der Landesstraßen im Bezirk Weser-Ems

Die Bundesautobahnen und Bundesstraßen werden gestalterisch hervorgehoben.

## Liste
Der Straßenverlauf wird in der Regel von Nord nach Süd und von West nach Ost angegeben.
| Nr.    | Verlauf |
| ------ | --- |
| L 190  | (L 190 im Bezirk Lüneburg) – Bezirksgrenze – Sprockhof – Berkhof – Elze – Hellendorf – Mellendorf – L 383 – L 310 – Scherenbostel – Schlage-Ickhorst – Kiebitzkrug – – Weiherfeld – Kaltenweide – in Langenhagen – … – in Hannover – L 380 – in Hannover                  |
| L 191  | (L 191 im Bezirk Lüneburg) – Bezirksgrenze – Stöckendrebber – Niedernstöcken – Dinstorf – Mandelsloh – L 383 – Amedorf – Welze – Evensen – Wülfelade – Mariensee – Empede – Neustadt am Rübenberge                                                                        |
| L 192  | (L 192 im Bezirk Lüneburg) – Bezirksgrenze – Lichtenhorst – Neudorf – Rodewald – Laderholz – Bevensen – Dudensen – Hagen – Eilvese – L 360 – / in Himmelreich |
| L 193  | (L 193 im Bezirk Lüneburg) – Bezirksgrenze – Esperke – Warmeloh – Vesbeck – Helstorf – L 383 – Luttmersen – Averhoy – Basse – Suttorf – in Neustadt am Rübenberge |
| L 200  | in Eystrup – Hämelhausen – Bezirksgrenze – (L 200 im Bezirk Lüneburg) |
| L 201  | (L 201 im Bezirk Lüneburg) – Bezirksgrenze – Magelsen – Hilgermissen – Ubbendorf – Mehringen – L 331/L 351 in Mehringen |
| L 202  | – Bruchhausen-Vilsen – L 330 – Kleinenborstel – Martfeld – L 331 – Büngelshausen – Hustedt – Bezirksgrenze – (L 202 im Bezirk Lüneburg) |
| L 310  | L 190 in Mellendorf – L 383 – Gailhof – Fuhrberg – L 381 – Bezirksgrenze – (L 310 im Bezirk Lüneburg) |
| L 330  | L 202 in Bruchhausen-Vilsen – Gehlbergen – Hoyerhagen – Hoya – L 351 – in Hassel (Weser) |
| L 331  | (Bremen) – Landesgrenze – Dreye – L 334 – Ahausen – Bezirksgrenze – (L 331 im Bezirk Lüneburg) – Bezirksgrenze – Schwarme – Martfeld – L 202 – Loge – L 201/L 351 in Mehringen                                                                                            |
| L 332  | in Bassum – Neubruchhausen – L 356 – |
| L 333  | in Bassum – Klein Bramstedt – Syke – Okel – Bezirksgrenze – (L 333 im Bezirk Lüneburg) |
| L 334  | L 331 in Dreye – Kirchweyhe – L 335 – Sudweyhe – in Barrien |
| L 335  | / – Leeste – L 334 in Kirchweyhe |
| L 336  | (Bremen) – Landesgrenze – L 337 – Moordeich – Tölkenbrück – / |
| L 337  | (L 337 im Bezirk Weser-Ems) – Bezirksgrenze – Varrel – Moordeich – L 336 – Stühren – Stuhr – in Brinkum |
| L 338  | (L 338 im Bezirk Weser-Ems) – Bezirksgrenze – – |
| L 340  | (L 340 im Bezirk Weser-Ems) – Bezirksgrenze – Nustedt – Stühren – Nordwohlde – Pestinghausen – Syke – |
| L 341  | (L 341 im Bezirk Weser-Ems) – Bezirksgrenze – Köbbinghausen – Twistringen – – L 342 – Ehrenburg – |
| L 342  | (L 342 im Bezirk Weser-Ems) – Bezirksgrenze – Rüssen – Natenstedt – Lerchenhausen – Neuenmarhorst – in Twistringen |
| L 343  | in Wagenfeld – Ströhen – L 347 – Steinbrink – Essern – L 348 – Lavelsloh – Landesgrenze – (L 764 in Nordrhein-Westfalen) |
| L 344  | (L 344 im Bezirk Weser-Ems) – Bezirksgrenze – Rödenbeck – Barnstorf – – Gothel – Holzort – Eydelstedt – Donstorf – Barver – in Bockel |
| L 345  | L 853 in Lembruch – Duversbruch – in Wagenfeld |
| L 346  | – Stemshorn – Lemförde – Quernheim – Brockum – Landesgrenze – (L 765 in Nordrhein-Westfalen) |
| L 347  | – Varrel – Dörrieloh – Butzendorf – Ströhen – L 349 – L 343 |
| L 348  | (L 765 in Nordrhein-Westfalen) – Landesgrenze – Diepenau – Lavelsloh – L 343 – Bohnhorst – Warmsen – Lohhof – |
| L 349  | L 347 in Ströhen – Holzhausen – Bahrenborstel – Kirchdorf (– Abzweig zur ) – Voigtei – Deblinghausen – Steyerberg – L 350 – L 351 in Schinna |
| L 350  | L 349 in Steyerberg – Reese – L 351 |
| L 351  | L 201/L 331 in Mehringen – Hoya – L 330 – Bücken – L 352 – Schweringen – Sebbenhausen – Balge – Holzbalge – Behlingen – Buchhorst – Mehlbergen – Marklohe – Lemke – / – Oyle – Bühren – Binnen – Liebenau – L 350 – Wellie – Anemolter – Schinna – L 349 – / in Stolzenau |
| L 352  | – Maasen – Siedenburg – Harbergen – – Nordholz – L 351 in Bücken |
| L 360  | in Loccum – Rehburg – L 370 – Mardorf – Schneeren – – L 192 in Eilvese |
| L 370  | – Husum – Rehburg – L 360 – Bad Rehburg – Wölpinghausen – L 452 – Bergkirchen – L 453 – Sachsenhagen – L 440 – L 445 – Ottensen – L 449 – in Beckedorf |
| L 371  | in Münchehagen – L 452 – Pollhagen – Nordsehl – L 372 – Stadthagen – L 446 – L 444 – |
| L 372  | (L 801 in Nordrhein-Westfalen) – Landesgrenze – Wiedensahl – Niedernwöhren – L 371 |
| L 380  | L 383 in Negenborn – Resse – Engelbostel – Berenbostel – L 381 – Schulenburg – Hannover – L 190 – L 384 |
| L 381  | L 310 in Fuhrberg – Großburgwedel – L 383 – – Isernhagen, Hohenhorster Bauerschaft – Isernhagen, Niedernhägener Bauerschaft – Isernhagen-Süd – L 382 in Hannover |
| L 382  | in Berenbostel – L 380 – Schulenburg – Langenhagen – Hannover – L 381 – / – L 384 – |
| L 383  | L 191 in Mandelsloh – Helstorf – L 193 – Abbensen – Negenborn – L 380 – Brelingen – Mellendorf – L 190 – L 310 – Wennebostel – Bissendorf – Bissendorf-Wietze – Großburgwedel – L 381 – Oldhorst –                                                                        |
| L 384  | in Hannover – L 380 – L 393 – – L 382 in Hannover |
| L 385  | – Ahlten – in Lehrte |
| L 387  | (L 387 im Bezirk Lüneburg) – Bezirksgrenze – – Uetze – Dollbergen – Bezirksgrenze – (L 387 im Bezirk Braunschweig) – Bezirksgrenze – L 412/L 413 in Sievershausen |
| L 388  | L 389 in Hannover – Wülferode – |
| L 389  | L 390 in Bredenbeck – Holtensen – Linderte – Hiddestorf – Ohlendorf – Arnum – Wilkenburg – Hannover – L 393 – – L 388 – |
| L 390  | in Berenbostel – Garbsen – Seelze – Almhorst – Kirchwehren – Dunau – Göxe – Leveste – L 401 – Redderse – Degersen – L 391 – Wennigsen (Deister) – Argestorf – Bredenbeck – L 389 – – L 460 in Steinkrug                                                                   |
| L 391  | in Bantorf – Hohenbostel – Barsinghausen – L 392 – Kirchdorf – Egestorf – L 401 – Wennigser Mark – Degersen – L 390 – Lemmie – |
| L 392  | in Wunstorf – L 403 – – Groß Munzel – Landringhausen – – L 391 in Barsinghausen |
| L 393  | L 384 in Hannover – / – Laatzen – Messegelände Hannover – |
| L 401  | in Ditterke – Leveste – L 390 – Langreder – Egestorf – L 391 – Nienstedt – Eimbeckhausen – |
| L 402  | L 460 in Bennigsen – L 422 – Hüpede – |
| L 410  | / in Sehnde – L 411 – Bolzum – Wehmingen – Wirringen – Müllingen – Ingeln-Oesselse – Hotteln – L 479 – Gödringen – Sarstedt – Giften – L 460 – Rössing – Nordstemmen – in Burgstemmen                                                                                     |
| L 411  | L 410 in Sehnde – Gretenberg – Klein Lobke – Groß Lobke – Bezirksgrenze – (L 411 im Bezirk Braunschweig) – Bezirksgrenze – Rautenberg – Hüddessum – Machtsum – Bettmar – Dinklar – L 475 – L 492 in Ottbergen                                                             |
| L 412  | – Burgdorf – Immensen – Arpke – Sievershausen – L 413 – L 387 – Bezirksgrenze – (L 412 im Bezirk Braunschweig) |
| L 413  | L 387/L 412 in Sievershausen – Hämelerwald – Bezirksgrenze – (L 413 im Bezirk Braunschweig) – Bezirksgrenze – Hoheneggelsen – L 477 – / |
| L 420  | Rodenberg – |
| L 421  | in Bad Münder am Deister – |
| L 422  | L 402 in Hüpede – Gestorf – L 460 – Stadt Eldagsen – L 461 – Wederade – Reinvardessen – Dörpe – in Coppenbrügge |
| L 423  | L 434 in Hessisch Oldendorf – Krückeberg – Höfingen – Pötzen – Unsen – Hasperde – Hohnsen – in Coppenbrügge |
| L 424  | in Hameln – Hagenohsen – L 431 – Latferde – Börry – L 425 – Brockensen – Heyen – L 588 |
| L 425  | L 424 in Börry – Bessinghausen – L 588 – Haus Harderode – Lauenstein – L 455 – L 462 – in Hemmendorf |
| L 426  | in Grießem – Bad Pyrmont – L 430 – L 429 – Kleinenberg – Baarsen – Vahlbruch – Meiborssen – L 427 – in Polle |
| L 427  | (L 827 in Nordrhein-Westfalen) – Landesgrenze – L 426 |
| L 428  | L 429 – Lüntorf – Ottenstein – L 586 – in Brevörde |
| L 429  | (L 614 in Nordrhein-Westfalen) – Landesgrenze – Bad Pyrmont – L 426 – Thal – Welsede – L 431 – L 428 – in Grohnde |
| L 430  | (L 947 in Nordrhein-Westfalen) – Landesgrenze – Hagen – L 426 in Bad Pyrmont |
| L 431  | L 424 in Hagenohsen – Kirchohsen – – Emmern – Hämelschenburg – Amelgatzen – L 429 in Welsede |
| L 432  | (L 861 in Nordrhein-Westfalen) – Landesgrenze – Grupenhagen – Königsförde – Groß Berkel – in Ohr |
| L 433  | L 435 in Exten – Hohenrode – Rumbeck – Heßlingen – L 434 – Hemeringen – Lachem – Haverbeck – / in Hameln |
| L 434  | L 443 in Rehren – L 439 – Rohdental – Rohden – Segelhorst – Hessisch Oldendorf – L 423 – – Fuhlen – L 433 – Hemeringen – Heßlingen – Klein Heßlingen – Friedrichsburg – Friedrichswald – Goldbeck – Landesgrenze – (L 963 in Nordrhein-Westfalen)                         |
| L 435  | in Rinteln – L 441 – L 437 – – L 433 – Krankenhagen – Exterkamp – Landesgrenze – (L 758 in Nordrhein-Westfalen) |
| L 436  | (L 781 in Nordrhein-Westfalen) – Landesgrenze – in Möllenbeck |
| L 437  | (L 780 in Nordrhein-Westfalen) – Landesgrenze – L 435 in Rinteln |
| L 438  | in Rinteln – Engern – in Westendorf |
| L 439  | L 434 in Rehren – Hattendorf – Antendorf – Pohle – in Lauenau |
| L 440  | L 370 in Sachsenhagen – L 445 in Auhagen |
| L 441  | – Landesgrenze – (L 866 in Nordrhein-Westfalen) – Landesgrenze – Todenmann – L 435 in Rinteln |
| L 442  | in Sülbeck – L 447 – Obernkirchen – Rolfshagen – Buchholz – L 443 – / in Steinbergen |
| L 443  | – L 442 – – Bernsen – Poggenhagen – Rehren – L 434 – – Altenhagen – Schoholtensen – L 454 – Apelern – L 444 – |
| L 444  | in Stadthagen – Habichhorst – Blyinghausen – Reinsen-Remeringhausen – L 447 – L 454 – Groß Hegesdorf – Soldorf – L 443 in Apelern |
| L 445  | L 441 in Hagenburg – Auhagen – L 440 – Sachsenhagen – L 370 – Lüdersfeld – L 449 – Probsthagen – Stadthagen |
| L 445a | Stadthagen – |
| L 446  | L 450 in Rusbend – Schierneichen-Deinsen – Stemmen – Levesen – Hobbensen – Enzen – L 371 in Stadthagen |
| L 447  | L 442 in Obernkirchen – Liekwegen – Wendthagen – Hörkamp – Oberwöhren – Reinsen-Remeringhausen – L 444 |
| L 449  | L 445 in Lüdersfeld – Lindhorst – Ortensen – L 370 – Rehren – Nordbruch – Wilhelmsdorf – Haste – |
| L 450  | (L 772 in Nordrhein-Westfalen) – Landesgrenze – Rusbend – L 446 – Warber – Scheie – in Bückeburg |
| L 451  | in Vehlen – Ahnsen – Bad Eilsen – |
| L 452  | L 371 – L 370 in Wölpinghausen |
| L 453  | – L 370 in Bergkirchen |
| L 454  | L 444 – Reinsberg – L 443 |
| L 460  | L 390 in Steinkrug – Bennigsen – L 402 – Gestorf – L 422 – – Schulenburg – Alt Calenberg – Lauenstadt – L 410 – Rössing – |
| L 461  | in Springe – Jagdschloss Springe – L 422 in Stadt Eldagsen |
| L 462  | L 425 in Hemmendorf – Salzhemmendorf – L 463 – Thüste – Weenzen – Duingen – Coppengrave – Hohenbüchen – L 484 – L 589 in Delligsen |
| L 463  | L 462 – Wallensen – Fölziehausen – |
| L 466  | L 488/L 489 in Lamspringe – Glashütte – Bezirksgrenze – (L 466 im Bezirk Braunschweig) |
| L 468  | in Burgstemmen – L 480 in Betheln |
| L 469  | L 485 – Sack – L 489 in Adenstedt |
| L 474  | / in Hoheneggelsen – Groß Himstedt – L 475 – Bezirksgrenze – (L 474 im Bezirk Braunschweig) |
| L 475  | L 411 in Dinklar – Farmsen – L 492 – Dingelbe – – Bettrum – Klein Himstedt – Groß Himstedt – L 474 – Söhlde – Bezirksgrenze – (L 475 im Bezirk Braunschweig) |
| L 477  | (L 477 im Bezirk Braunschweig) – Bezirksgrenze – Oedelum – Mölme – L 413 in Hoheneggelsen |
| L 479  | L 410 in Hotteln – Algermissen – Bezirksgrenze – (L 479 im Bezirk Braunschweig) |
| L 480  | in Heyersum – Betheln – L 468 – Gronau (Leine) – L 482 – Rheden – Brüggen – |
| L 481  | in Eime – in Banteln |
| L 482  | in Benstorf – Esbeck – Eime – Gronau (Leine) – L 480 – Barfelde – Eitzum – Nienstedt – Hönze – Möllensen – L 485 – Sibbesse – Petze – Almstedt – Breinum – Östrum – L 490/L 493 in Bodenburg                                                                              |
| L 484  | in Eschershausen – Holzen – Grünenplan – L 462 – in Gerzen |
| L 485  | in Ochtersum – Diekhölzen – L 482 – Sibbesse – L 489 – Sack – L 469 – Langenholzen – Alfeld (Leine) – L 486 – in Limmer |
| L 486  | L 485 in Alfeld (Leine) – Meimerhausen – Freden (Leine) – L 487 – Winzenburg – L 488 – Westerberg – Ohlenrode – Bezirksgrenze – (L 486 im Bezirk Braunschweig) |
| L 487  | L 486 in Freden (Leine) – Gut Esbeck – Bezirksgrenze – (L 487 im Bezirk Braunschweig) |
| L 488  | L 486 – L 466/L 489 in Lamspringe |
| L 489  | L 485 – Wrisbergholzen – Grafelde – Sellenstedt – Adenstedt – L 469 – L 490 – Harbarnsen – Netze – Graste – Lamspringe – L 466 – L 488 – Bezirksgrenze – (L 489 im Bezirk Braunschweig)                                                                                   |
| L 490  | in Wesseln – Detfurth – Bad Salzdetfurth – L 482 – L 493 – Bodenburg – Sehlem – L 489 |
| L 491  | in Hildesheim – L 499 in Itzum |
| L 492  | in Schellerten – Farmsen – L 475 – Ottbergen – L 411 – Wendhausen – Heinde – L 499 – in Groß Düngen |
| L 493  | L 482/L 490 in Bodenburg – Upstedt – Nette – Henneckenrode – L 497 – Sottrum – Holle – / in Grasdorf |
| L 494  | in Nettlingen – Bezirksgrenze – (L 494 im Bezirk Braunschweig) |
| L 497  | L 493 in Henneckenrode – Schlewecke – Volkersheim – L 498 – Mahlum – L 500 – Ortshausen – L 594 in Bornum |
| L 498  | in Bockenem – L 500 – Volkersheim – L 497 – Bezirksgrenze – (L 498 im Bezirk Braunschweig) |
| L 499  | L 491 in Itzum – Heinde – L 492 – Listringen – in Heersum |
| L 500  | L 498 in Bockenem – Mahlum – L 497 (– Abzweig zur ) – Bezirksgrenze – (L 500 im Bezirk Braunschweig) |
| L 546  | L 583 – Wangelnstedt – Bezirksgrenze – (L 546 im Bezirk Braunschweig) |
| L 549  | (L 755 in Nordrhein-Westfalen) – Landesgrenze – L 550 – Boffzen – Neuhaus im Solling – Silberborn – Torfhaus – Bezirksgrenze – (L 550 im Bezirk Braunschweig) |
| L 550  | (L 946 in Nordrhein-Westfalen) – Landesgrenze – Holzminden – L 755 – Boffzen – L 549 – Fürstenberg – Meinbrexen – Lauenförde – – Landesgrenze – (L 763 in Nordrhein-Westfalen)                                                                                            |
| L 580  | in Bodenwerder – Rühle – Golmbach – L 584 – Negenborn – – L 583 – Arholzen – Deensen – Heinade – Merxhausen – Bezirksgrenze – (L 580 im Bezirk Braunschweig) |
| L 581  | – L 583 in Stadtoldendorf |
| L 583  | – Arholzen – L 580 – Stadtoldendorf – L 581 – L 546 – Lenne – |
| L 584  | L 580 in Golmbach – Warbsen – Lütgenade – Forst – Bevern – Allersheim – in Holzminden |
| L 586  | L 428 in Ottenstein – in Hehlen |
| L 588  | – Bessingen – Bisperode – L 425 – Harderode – Bremke – L 424 – in Halle |
| L 589  | L 484 in Grünenplan – Delligsen – L 463 – |
| L 594  | in Bornum – L 497 – Jerze – Bezirksgrenze – (L 594 im Bezirk Braunschweig) |
| L 776  | (L 776 im Bezirk Weser-Ems) – Bezirksgrenze – Bassum – |
| L 853  | (L 853 im Bezirk Weser-Ems) – Bezirksgrenze – Lembruch – L 345 – |